# شیرکوه (تفت)

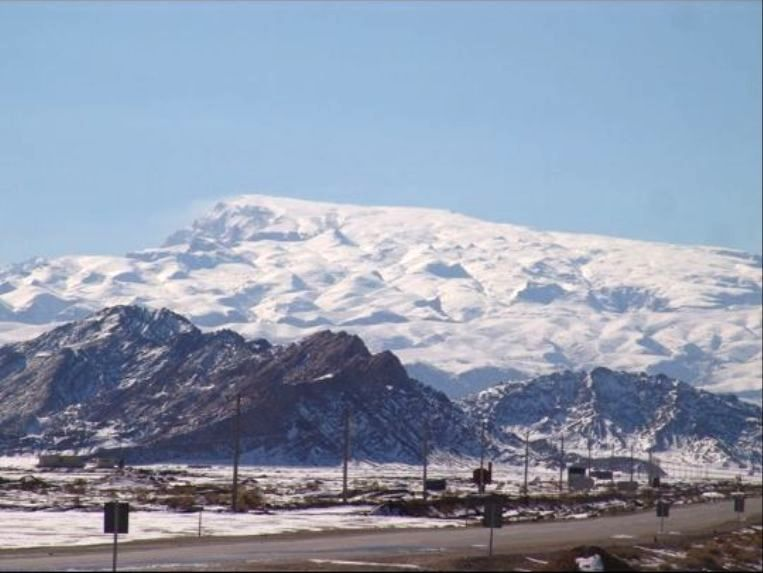
قله شیر کوه در فصل زمستان

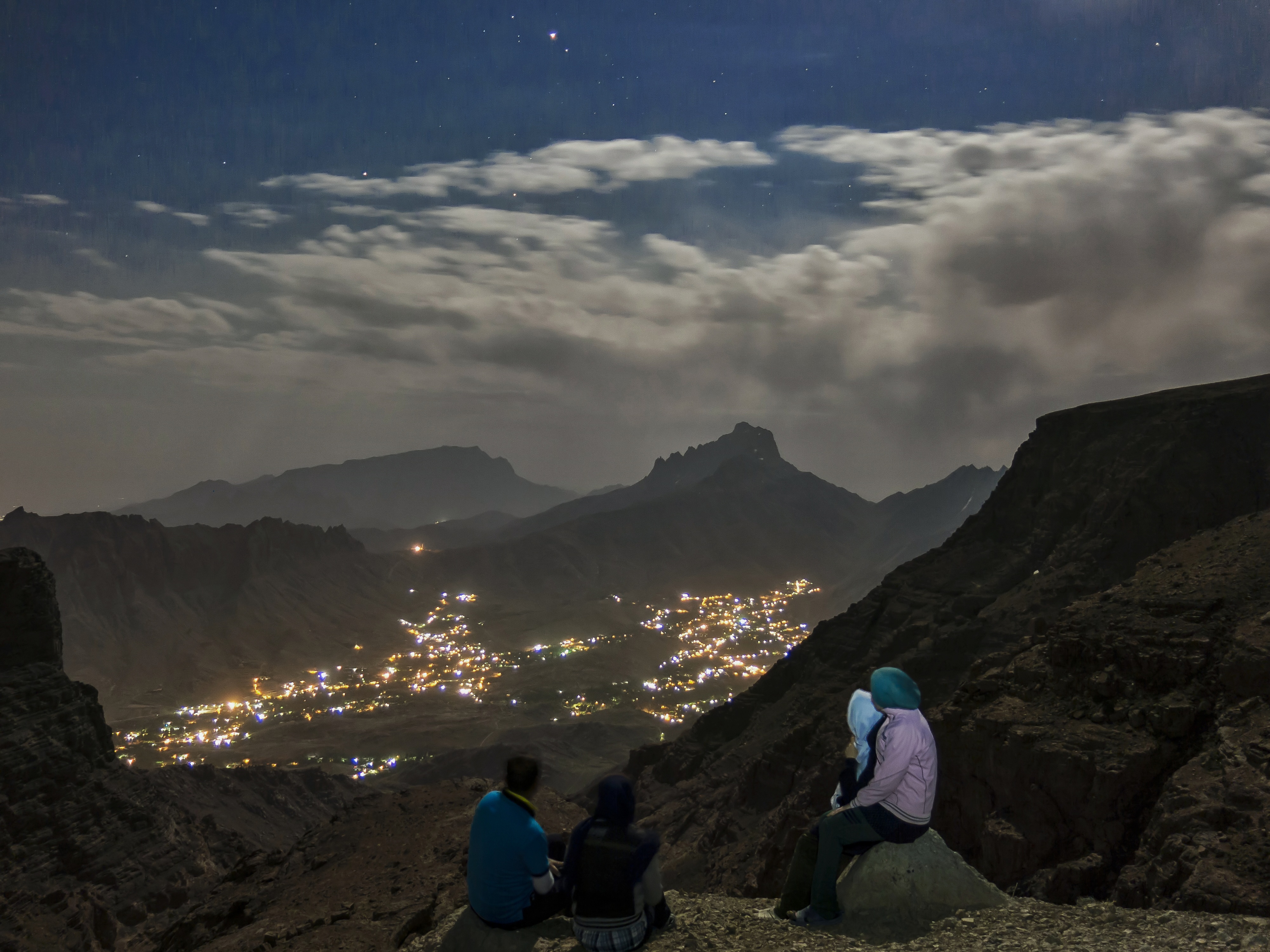
نمای ده‌بالا از شیرکوه یزد، ایران

شیرکوه، قله‌ای در شهرستان تفت از توابع استان یزد است. قلهٔ شیرکوه یکی از ۱٬۵۱۵ قله بسیار برجسته جهان به‌شمار می‌رود.
گرچه از نظر تقسیم‌بندی کوه‌های منفرد ایران از آن یاد شده اما در حقیقت بخشی از رشته‌کوه مرکزی می‌باشد. ارتفاع بلندترین نقطهٔ آن از سطح آب‌ آزاد در حدود ۴٬۰۷۵ متر است.

## بخش های شیرکوه
این رشته‌کوه، سه بخش در شهرستان تفت را به وجود آورده که عبارت اند از:
پیشکوه (اسلامیه،سانیج،علی‌آباد،نصرآبادو....)
میانکوه (ده بالا و طزرجان و منشاد و بنادک سادات و گل افشان ...)
پشتکوه (نیر و گاریزات)

## مسیر دسترسی
قلۀ شیر کوه از شهر یزد به وضوح قابل مشاهده است و اصلی ترین مسیر صعود به آن از طریق روستای ده بالا در ۲۰ کیلومتری تفت می باشد. این قله در فصل زمستان سرد و پوشیده از برف است.

برای صعود به آن مسیرهای گوناگونی وجود دارد از جمله:
- درهٔ سوسن
- درهٔ شمس
- لابیدشیر
- بیدکبکان
- لابیدسرخ
- لایخچال
- لاگردو
- آب‌ریز

آب‌ریز دارای دو مسیر فرعی به نام‌های درهٔ نجیب و لاسرگون می‌باشد. وجه تسمیهٔ آن نیز وجود تنگه‌ای است با شیب تند و طولانی به نام درهٔ نجیب که مشکل‌ترین بخش صعود می‌باشد.
برای رسیدن به شیرکوه باید به شهر تفت در سی کیلومتری یزد و از آنجا به منطقه‌ای ییلاقی به نام دِه‌بالا رفت که ۲٬۶۰۰ متر از سطح دریا ارتفاع دارد و حدود ۲۰ کیلومتر از شهر تفت فاصله دارد و پیمودن این مسیر حدود یک ساعت و نیم طول می‌کشد. شیرکوه بلندترین ارتفاع استان یزد را داراست و در بیشتر فصول سال پوشیده از برف است و یکی از منابع تأمین آب روستاهای اطراف تفت، یزد و مهریز می‌باشد. شیرکوه همچنین یکی از نقاط سردسیر و خوش آب‌وهوای استان محسوب می‌شود و بیشتر توانمندان یزدی ویلایی در روستاهای اطراف این کوه به ویژه در دِه بالا (هدش)، طزرجان و بنادک سادات و منشاد و گل افشان و سانیج دارند. به نظر می‌رسد وجه تسمیهٔ این کوه به دلیل شباهت آن به یک شیر خفته از فاصلهٔ دور می‌باشد.

## زمین‌شناسی
شیرکوه از یک زیربنای گرانیتی تشکیل یافته‌است که سن آن در میان زمین‌شناسان پیوسته مورد بحث و گفت‌وگو بوده‌است. بر روی این زیربنای گرانیتی بیش از ۱٬۰۰۰ متر سنگ آهک و دولومیت که به دوره کرتاسه تعلق دارند قرار گرفته‌است. بخش بزرگی از این تشکیلات آهکی، به ویژه در نواحی جنوبی شیرکوه فرسایش یافته و از میان رفته است. در نتیجه زیربنای گرانیتی در پهنهٔ وسیعی نمایان گشته و در دسترس مطالعه قرار گرفته‌است. جابه‌جا، در زیر رسوبات دولومیتی و آهکی کرتاسه چند لایه سرخ‌رنگ (Red Beds) دیده می‌شود که از جنوب به شمال مرتباً بر ضخامت آن‌ها افزوده می‌شود. در حاشیهٔ جنوبی این کوهستان، تشکیلات آذرین خروجی که به اواخر دوران سوم و دوران چهارم تعلق دارند ظاهر می‌گردند. در کنار این تشکیلات، موادی که از فرسایش سطحی حاصل شده‌اند و به دورهٔ پلئیستوسن تعلق دارند رفته رفته در بستر سفلای دره‌ها و در دشت‌های اطراف کوهستان ته‌نشین شده‌اند. همزمان با تشکیل این رسوبات، لایه‌هایی از تراورتن نیز در این منطقه به وجود آمده است. مواد فرسایشی و تراورتن‌های یادشده جوان‌ترین تشکیلات زمین‌شناسی این منطقه محسوب می‌شوند و مخصوصاً در حاشیهٔ شمالی شیرکوه نمایانند.

## ژئومورفولوژی
هوازدگی بر اثر یخبندان هر چند که امروزه خفیف‌تر از دورهٔ پلئیستوسن است، با وجود این هنوز در این منطقه مؤثرتر و مهم‌تر از هوازدگی شیمیایی است. 
فرسایش رودخانه‌ای، در اغلب فصول سال اثر مهمی بر این منطقه ندارد. در این منطقه فرسایش بادی نیز در ارتفاعات زیاد در مقایسه با سایر پدیده‌ها اهمیت چندانی ندارد. از بین پدیده‌های ژئومورفولوژی شیرکوه، تراسهای رودخانه‌ای از مناظری است که بیش از سایر پدیده‌ها جلب نظر می‌کند.